# Comuna Chiojdeni, Vrancea
Chiojdeni este o comună în județul Vrancea, Muntenia, România, formată din satele Cătăuți, Chiojdeni (reședința), Lojnița, Luncile, Mărăcini, Podurile, Seciu și Tulburea.

## Etimologie
Conform Marelui Dicționar Geografic al României, numele comunei Chiojdeni provine de la locuitorii care sunt veniți după Bisca-Chiojdului (județul Buzău). Altă variantă ar putea fi că comuna, și-ar putea trage rădăcina de la antroponimul Chiojd care în limba română veche însemna cioplitor de lemne, butuci, sau coji sau fabricant de ciubere sau vase de lemn, care făcea aceste materiale, tot prin cioplire, și de la sufixul -eni.

## Așezare
Comuna se află în sud-vestul județului, în zona de munte, la limita cu județul Buzău, pe cursul superior al râului Râmnicu Sărat. Este străbătută de șoseaua națională DN2N, care o leagă spre nord-vest de Jitia și spre sud-est de Dumitrești, Bordești și Dumbrăveni (unde se termină în DN2).

## Demografie
Componența etnică a comunei Chiojdeni
     Români (96,09%)
     Alte etnii (3,91%)
Componența confesională a comunei Chiojdeni
     Ortodocși (96,09%)
     Alte religii (0,09%)
     Necunoscută (3,83%)
Conform recensământului efectuat în 2021, populația comunei Chiojdeni se ridică la 2.352 de locuitori, în creștere față de recensământul anterior din 2011, când fuseseră înregistrați 2.322 de locuitori. Majoritatea locuitorilor sunt români (96,09%). Din punct de vedere confesional, majoritatea locuitorilor sunt ortodocși (96,09%), iar pentru 3,83% nu se cunoaște apartenența confesională.

## Istorie
La sfârșitul secolului al XIX-lea, comuna făcea parte din plaiul Râmnicul al județului Râmnicu Sărat și avea în compunere satele Chiojdenii Mari, Chiojdenii Mici și Tulburea, cu o populație totală de 1286 de locuitori. În comună funcționau o biserică zidită în 1839 și două școli — una de băieți cu 40 de elevi; și una de fete, cu 22 de eleve.
Anuarul Socec din 1925 consemnează comuna în plasa Dumitrești a aceluiași județ, cu o populație de 1624 de locuitori în satele Cătăutu, Chiojdeni și Tulburea.
În 1950, comuna a fost transferată raionului Râmnicu Sărat din regiunea Buzău și apoi (după 1952) din regiunea Ploiești. În 1968 a fost transferată la județul Vrancea, în componența actuală.

## Monumente istorice
Singurul obiectiv din comuna Chiojdeni inclus în lista monumentelor istorice din județul Vrancea ca monument de interes local este biserica „Sfinții Arhangheli Mihail și Gavril” din satul Chiojdeni, clădire datând din secolul al XVIII-lea.

## Politică și administrație
Comuna Chiojdeni este administrată de un primar și un consiliu local compus din 11 consilieri. Primarul, Grigore Constantin[*], de la Partidul Național Liberal, este în funcție din 2016. Începând cu alegerile locale din 2024, consiliul local are următoarea componență pe partide politice:
|  | Partid                    | Consilieri | Componența Consiliului | Componența Consiliului | Componența Consiliului | Componența Consiliului | Componența Consiliului | Componența Consiliului |
|  | ------------------------- | ---------- | ---------------------- | ---------------------- | ---------------------- | ---------------------- | ---------------------- | ---------------------- |
|  | Partidul Național Liberal | 6          |                        |                        |                        |                        |                        |                        |
|  | Partidul Social Democrat  | 5          |                        |                        |                        |                        |                        |                        |